# Continental Basketball Association 2005-2006
La stagione CBA 2005-2006 fu la 60ª della Continental Basketball Association. Parteciparono 8 squadre divise in due gironi.
Rispetto alla stagione precedente, ripresero l'attività gli Albany Patroons, mentre i Great Lakes Storm scomparvero.
I play-off prevedevano un round robin di nove partite, con le prime tre classificate di ogni conference che affrontavano le squadre della conference opposta. Le due squadre con il maggior numero di punti (con il sistema Quarter Point in vigore nella CBA) si qualificavano per la finale al meglio delle tre partite.

## Squadre partecipanti
- Albany Patroons
- Dakota Wizards
- Gary Steelheads
- Idaho Stampede
- Michigan Mayhem
- Rockford Lightning
- S. Falls Skyforce
- Yakama Sun Kings

## Classifiche

### Eastern Conference
| Squadra            | V  | P  | QW    | PTS   |
| ------------------ | -- | -- | ----- | ----- |
| Gary Steelheads    | 29 | 19 | 110,0 | 197,0 |
| Rockford Lightning | 30 | 18 | 102,0 | 192,0 |
| Albany Patroons    | 20 | 28 | 89,0  | 149,0 |
| Michigan Mayhem    | 8  | 40 | 111,5 | 135,5 |

### Western Conference
| Squadra              | V  | P  | QW    | PTS   |
| -------------------- | -- | -- | ----- | ----- |
| Yakama Sun Kings     | 31 | 17 | 102,5 | 195,5 |
| Sioux Falls Skyforce | 30 | 18 | 104,0 | 194,0 |
| Idaho Stampede       | 25 | 23 | 101,5 | 176,5 |
| Dakota Wizards       | 19 | 29 | 88,0  | 145,0 |

## Play-off

### Round robin
| Yakima 14 marzo 2006, ore 19:05 | Yakama Sun Kings | 114 – 108 | Rockford Lightning | Yakima Valley Sun Dome |

| Sioux Falls 15 marzo 2006, ore 19:05 | Sioux Falls Skyforce | 106 – 97 | Albany Patroons | Sioux Falls Arena |

| Rockford 16 marzo 2006, ore 19:05 | Rockford Lightning | 108 – 105 | Idaho Stampede |  |

| Gary 16 marzo 2006, ore 19:05                       | Gary Steelheads | 106 – 98 (30-32, ?, ?) | Yakama Sun Kings | Genesis Center |
| \| \| \| \| \| Holcomb 32 \| Punti \| 21 Barbour \| |                 |                        |                  |                |
|                                                     |                 |                        |                  |                |
| Holcomb 32                                          | Punti           | 21 Barbour             |                  |                |

| Albany 18 marzo 2006, ore 19:35 | Albany Patroons | 108 – 104 | Idaho Stampede |  |

| Gary 18 marzo 2006, ore 19:05                               | Gary Steelheads | 124 – 92 (29-16, 61-39, 93-62) | Sioux Falls Skyforce | Genesis Center |
| \| \| \| \| \| Griffin, Holcomb 23 \| Punti \| 22 Walker \| |                 |                                |                      |                |
|                                                             |                 |                                |                      |                |
| Griffin, Holcomb 23                                         | Punti           | 22 Walker                      |                      |                |

| Sioux Falls 20 marzo 2006, ore 19:05                | Sioux Falls Skyforce | 104 – 93 (27-25, 47-44, 72-68) | Rockford Lightning | Sioux Falls Arena |
| \| \| \| \| \| Williams 27 \| Punti \| 23 Powell \| |                      |                                |                    |                   |
|                                                     |                      |                                |                    |                   |
| Williams 27                                         | Punti                | 23 Powell                      |                    |                   |

| Boise 21 marzo 2006, ore 19:10                      | Idaho Stampede | 100 – 90 (27-24, 54-44, 78-68) | Gary Steelheads | Qwest Arena |
| \| \| \| \| \| Davis 22 \| Punti \| 24 Alexander \| |                |                                |                 |             |
|                                                     |                |                                |                 |             |
| Davis 22                                            | Punti          | 24 Alexander                   |                 |             |

| Yakima 21 marzo 2006, ore 19:05 | Yakama Sun Kings | 132 – 114 | Albany Patroons | Yakima Valley Sun Dome |

## Classifiche round robin

### Eastern Conference
| Squadra            | V | P | QW  | PTS  |
| ------------------ | - | - | --- | ---- |
| Gary Steelheads    | 2 | 1 | 8,0 | 14,0 |
| Albany Patroons    | 1 | 2 | 4,5 | 7,5  |
| Rockford Lightning | 1 | 2 | 3,0 | 6,0  |

### Western Conference
| Squadra              | V | P | QW  | PTS  |
| -------------------- | - | - | --- | ---- |
| Yakama Sun Kings     | 2 | 1 | 8,0 | 14,0 |
| Sioux Falls Skyforce | 2 | 1 | 6,0 | 12,0 |
| Idaho Stampede       | 1 | 2 | 6,5 | 9,5  |

### Finale CBA
| Yakima 23 marzo 2006, ore 19:05                     | Yakama Sun Kings | 103 – 119    | Gary Steelheads | Yakima Valley Sun Dome |
| \| \| \| \| \| White 19 \| Punti \| 26 Chatfield \| |                  |              |                 |                        |
|                                                     |                  |              |                 |                        |
| White 19                                            | Punti            | 26 Chatfield |                 |                        |

| Gary 26 marzo 2006, ore 15:05                      | Gary Steelheads | 87 – 91 (?, 45-36, ?) | Yakama Sun Kings | Genesis Center |
| \| \| \| \| \| Chase 19 \| Punti \| 22 Goldwire \| |                 |                       |                  |                |
|                                                    |                 |                       |                  |                |
| Chase 19                                           | Punti           | 22 Goldwire           |                  |                |

| Gary 27 marzo 2006, ore 19:05                    | Gary Steelheads | 101 – 111 (36-27, 51-56, 76-80) | Yakama Sun Kings | Genesis Center |
| \| \| \| \| \| Holcomb 31 \| Punti \| 29 Mims \| |                 |                                 |                  |                |
|                                                  |                 |                                 |                  |                |
| Holcomb 31                                       | Punti           | 29 Mims                         |                  |                |

## Vincitore
| Campione CBA 2006            |
| ---------------------------- |
| Yakama Sun Kings (4º titolo) |

## Statistiche
| Categoria             | Giocatore      | Squadra              | Stat |
| --------------------- | -------------- | -------------------- | ---- |
| Punti per gara        | T.J. Thompson  | Albany Patroons      | 25,4 |
| Rimbalzi per gara     | Eric Chenowith | Idaho Stampede       | 12,7 |
| Assist per gara       | Corey Williams | Sioux Falls Skyforce | 9,8  |
| Palle rubate per gara | Ronnie Fields  | Rockford Lightning   | 2,3  |
| Stoppate per gara     | Noel Felix     | Sioux Falls Skyforce | 2,0  |
| FG%                   | Chris Sockwell | Albany Patroons      | 64,1 |
| FT%                   | Brian Chase    | Gary Steelheads      | 91,3 |
| 3FG%                  | Ralph Holmes   | Yakama Sun Kings     | 46,8 |

## Premi CBA
- CBA Most Valuable Player: Anthony Goldwire[11], Yakama Sun Kings
- CBA Coach of the Year: Jaren Jackson, Gary Steelheads
- CBA Defensive Player of the Year: Noel Felix[12], Sioux Falls Skyforce
- CBA Newcomer of the Year: James Thomas, Albany Patroons
- CBA Rookie of the Year: Roger Powell[13], Rockford Lightning
- CBA Executive of the Year: Rich Austin[14], Yakama Sun Kings
- CBA Playoff MVP: Anthony Goldwire, Yakama Sun Kings
- All-CBA First Team:
  - Anthony Goldwire, Yakama Sun Kings
  - James Thomas, Albany Patroons
  - Kasib Powell, Dakota Wizards
  - Marlon Parmer, Rockford Lightning
  - Noel Felix, Sioux Falls Skyforce
- All-CBA Second Team:
  - Randy Holcomb, Gary Steelheads
  - Ronnie Fields, Rockford Lightning
  - Eric Chenowith, Idaho Stampede
  - Roger Powell, Rockford Lightning
  - Corey Williams, Sioux Falls Skyforce
- CBA All-Defensive First Team:[15]
  - Noel Felix, Sioux Falls Skyforce
  - James Thomas, Albany Patroons
  - Randy Holcomb, Gary Steelheads
  - Corey Williams, Sioux Falls Skyforce
  - Kenyon Gamble, Rockford Lightning
- CBA All-Rookie First Team:
  - Roger Powell, Rockford Lightning
  - T.J. Thompson, Albany Patroons
  - Karlton Mims, Gary Steelheads
  - Ralph Holmes, Yakama Sun Kings
  - Geoff Husted, Dakota Wizards